# Lew Jakowlewitsch Karpow

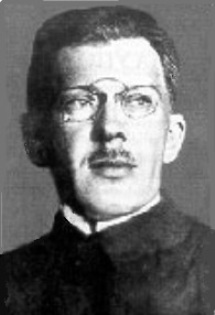
Lew Jakowlewitsch Karpow

Lew Jakowlewitsch Karpow (russisch Лев Яковлевич Карпов; * 18. Apriljul. / 30. April 1879greg. in Kiew; † 6. Januar 1921 in Moskau) war ein ukrainisch-russischer Chemiker und Revolutionär.

## Leben
Karpow war eins von drei Kindern des ruinierten Geschäftsmanns Jakow Pawlowitsch Karpow und seiner Frau Maria Michailowna Karpowa. Er war Mitglied des Kampfbundes zur Befreiung der Arbeiterklasse. Seit 1898 war er Mitglied der Sozialdemokratischen Arbeiterpartei Russlands (RSDRP). 1900 gründete er zusammen mit anderen in Woronesch die  Nordunion der Arbeiter. 1903 schickte das Zentralkomitee der RSDRP ihn nach Samara, um die Ostsektion der Partei zu organisieren und zu leiten. 1904 wurde er Mitglied des Zentralkomitees der RSDRP (bis 1905) und ging als Vorsitzender der Südsektion der Partei nach Kiew. Während der Russischen Revolution 1905 beteiligte er sich im Dezember 1905 an dem Aufstand in Moskau. Von 1906 bis 1907 war er Sekretär der Moskauer Sektion der RSDRP und wurde mehrere Male verhaftet.
Karpow studierte an der Moskauer Technischen Hochschule mit Abschluss 1910. Danach arbeitete er als Chemie-Ingenieur in der Chemie-Industrie und organisierte mit anderen die russische Produktion von Terpentin, Chloroform, Kolophonium und verflüssigtem Chlor. 1915 wurde er Direktor des 1868 gegründeten Chemiewerkes Bondjuschski Sawod bei Bondjuga, in dem Dmitri Mendelejew gearbeitet hatte und das nun Karpows Namen trägt.
Nach der Oktoberrevolution wurde Karpow 1918 Mitglied des Obersten Rats für Volkswirtschaft der RSFSR und Leiter der Abteilung Chemische Industrie. Sogleich gründete er 1918 das Zentrale Chemische Laboratorium in Moskau (jetzt Karpow-Institut für Physikalische Chemie). Außerdem war er Mitglied der Sonderkommission zur Versorgung der Roten Armee.
Karpow starb nach kurzer Krankheit und ist in der Nekropole an der Kremlmauer (Gemeinschaftsgrab Nr. 6) begraben. Er war verheiratet mit Anna Samoilowna geb. Luwischuk (1883–1968), Revolutionärin und Direktorin des Moskauer Instituts für Philosophie, Literatur und Geschichte (1935–1940) sowie des Moskauer Museums für Geschichte (1940–1962), deren jüngere Schwester Jewgenija Samoilowna Luwischuk den Revolutionär und Ökonomen Alexander Schlichter heiratete. Die Karpows hatten zwei Söhne, den Ingenieur Juri und den Chemiker Wladimir, der die Schwester der Physiker Alexander Leipunski und Owsei Leipunski heiratete. Die Enkelin Irina Wladimirowna (* 1933), promovierte Physikerin und Künstlerin, heiratete den Mathematiker Felix Beresin.